# Lê Công (tướng)
Lê Công (sinh ngày 24 tháng 12 năm 1956) là một Thiếu tướng Quân đội nhân dân Việt Nam, nguyên Tổng Giám đốc Ngân hàng thương mại cổ phần Quân đội.

## Sự nghiệp
Lê Công là con trai của Thiếu tướng Lê Thùy - nguyễn Phó Tư lệnh Quân khu 2. Ông được bổ nhiệm vị trí trưởng phòng thanh toán quốc tế của Ngân hàng thương mại cổ phần Quân đội vào năm 1995. Năm 1997, ông trở thành phó giám đốc và đến năm 2010 thì trở thành tổng giám đốc. Năm 2017, ông rời chức tổng giám đốc, trở thành phó chủ tịch hội đồng quản trị của ngân hàng này.

## Vấn đề liên quan
Tháng 9 năm 2020, nhà riêng của Lê Công ở Hà Nội bị nhiều hộ dân sống gần đó phản ánh về việc "cao 5 tầng nổi nhưng có tới 4 tầng hầm". Bùi Thanh Bình, Trưởng phòng Quản lý đô thị quận Ba Đình dẫn một số quy định để cho rằng việc cấp phép là đúng quy định, nhưng theo Luật sư Trần Thanh Quyết, những quy định này đã lỗi thời, bị thay thế. Thủ tướng Nguyễn Xuân Phúc cũng chỉ đạo chính quyền Hà Nội kiểm tra, giải quyết việc cấp phép này.

## Tặng thưởng
Lê Công từng được thống đốc ngân hàng nhà nước Việt Nam tặng bằng khen năm 2010. Năm 2011, Công nhận danh hiệu chiến sĩ thi đua ngành ngân hàng và bằng khen của Thủ tướng chính phủ. Năm 2014, Công được tặng thưởng Huân chương Lao động Hạng Ba. Năm 2016, ông giành giải thưởng Thành tựu lãnh đạo của tạp chí Asian Banker cho 12 nhà điều hành ngân hàng xuất sắc tại các quốc gia ở châu Á - Thái Bình Dương.